# ナジーブ・ミーカーティー
ナジーブ・ミーカーティー（アラビア語：نجيب ميقاتي, 文語アラビア語発音転写: Najīb Mīqātī、レバノン方言発音：Najīb Mīʾāti, ナジーブ・ミーアーティ等、本人公式英字表記：Najib Mikati、1955年11月24日 - ）は、レバノンの政治家、実業家。2005年及び2011年6月から2014年2月、2021年9月から2025年2月の3度に渡り首相を務めた。2022年10月からは大統領が不在となったため首相のミーカーティーが代行を兼任し、2025年1月まで続いた。
1943年以降の全ての首相（暫定的に就任した2名を除き）の例に漏れず、スンナ派のムスリムである。『フォーブス』による2011年の世界長者番付において409位にランクインしており、その資産は28億ドルであると推定されている。
日本語メディアでは「ナジブ・ミカティ」と表記されることが多い。

## 経歴
ベイルート・アメリカン大学で学び経営学修士 (MBA)を取得した。1982年のレバノン内戦中に兄とともに通信会社を設立し、その後、アラブ諸国で著しい成長を遂げたミーカーティー・グループの創始者として成功を収めた。1998年に内閣から公共事業相に指名された後、2000年に国民議会へ故郷のトリポリから、同時に選出されたウマル・カラーミーよりも多数得票し選出された。公共事業相としてその評判を上げ、シリアの政治家達との強い繋がりからシリア大統領バッシャール・アル＝アサドとの良好な関係を持った。
2000年に首相就任の機会があったが、彼は国民の選択はラフィーク・ハリーリーにあったとしてその機会を拒絶した。2004年には親シリアのエミール・ラフード大統領が6年の任期をもう3年間延長するための憲法改正案に反対を表明した。このことは自らが親シリアであるにもかかわらず、シリアの操り人形ではないことを示した。これが結果としてウマル・カラーミーの後任に指名されることとなった。カラーミー自身は7週間に渡って選挙管理内閣組閣のために努力したが、結局辞任したためラフードによって2005年4月15日に任命。3ヶ月間務めた後は議員生活に戻った。
2011年1月25日にミシェル・スライマーンより組閣を命じられたが、ヒズボラの後押しを受けているミーカーティーに対して、彼の首相就任に反対するスンニ派の多い地域では反ヒズボラを掲げるデモが起こった。その後、実際に内閣が組閣されたのは5か月後の6月13日になってからであり、レバノン国民議会によって内閣が承認されて正式に2度目の首相就任となったのは7月7日のことである。
2012年10月19日には首都ベイルートで治安当局諜報部門トップのウィサーム・アル＝ハサン准将を標的とした自動車爆弾によるテロ事件が発生し、ハサンを含む8人が死亡。ハサンがシリアのアサド政権にとって敵対する人物であることから、事件の背景にはアサド政権が絡むという見方もあり、ミーカーティーを親アサドとみなす野党からは首相辞職要求が噴出した。10月20日にミーカーティーはスライマーンに対し首相職にこだわらない意向を伝えたが慰留された。2013年3月22日、内閣総辞職を発表した。
その後もレバノン政界は混乱が続き、2020年8月にベイルート港で発生した爆発事故の責任をとって当時のハッサン・ディアブ首相が引責辞任を表明したが新政権をめぐって各政治勢力の対立が続き、1年近くも組閣ができない事態となった。2021年7月26日、拘束力のある議員協議会にて次期首相候補の投票を行った結果、ミーカーティーが115人中72人の票を得たためミシェル・アウン大統領より組閣を命じられ、9月10日に新内閣を発表した。2022年5月15日の総選挙を経て5月21日にアウン大統領がミーカーティー内閣の終了を宣言し、同時に新首相選出までは暫定的に首相に留まるよう要請した。6月23日、アウン大統領はミーカ―ティーに再び政権を率いるよう要請し、組閣を求めた。
2022年10月31日にアウンが任期満了で大統領を退任したが後継の大統領が決まらず空席となったため、首相のミーカーティーが大統領を代行することとなった。しかし党派間の協議がまとまらず新大統領の選出は遅れに遅れ、2025年1月9日なって議会がようやく軍司令官のジョゼフ・アウンを新大統領に選出し、ミーカーティーは2年2カ月にも及んだ大統領代行を解かれた。1月13日に国民議会で執行された首相指名選挙でミーカーティーは9票にとどまり、84票を集めた国際司法裁判所(ICJ)所長のナウワーフ・サラームが当選しアウンより組閣を要請されたため、政権が発足次第ミーカーティーは首相を退任することとなった。